# Communauté de communes du Pays-de-Challans
La communauté de communes du Pays-de-Challans (CCPC) est une ancienne structure intercommunale à fiscalité propre française située dans le département de la Vendée et la région des Pays de la Loire.
Créée le 1er septembre 2000, elle disparaît le 31 décembre 2016 à la suite de la création de Challans-Gois-Communauté, entité résultant de la fusion de la communauté de communes avec celle du Pays-du-Gois.

## Composition
Elle comprend les communes suivantes :
| Nom              | Code Insee | Gentilé       | Superficie (km2) | Population (dernière pop. légale) | Densité (hab./km2) |
| ---------------- | ---------- | ------------- | ---------------- | --------------------------------- | ------------------ |
| Challans (siège) | 85047      | Challandais   | 64,84            | 20 133 (2015)                     | 311                |
| Bois-de-Céné     | 85024      | Cenéens       | 41,89            | 1 962 (2015)                      | 47                 |
| Châteauneuf      | 85062      |               | 15,92            | 1 013 (2015)                      | 64                 |
| Froidfond        | 85095      | Froidfondais  | 21,51            | 1 785 (2015)                      | 83                 |
| La Garnache      | 85096      | Garnachois    | 59,49            | 4 859 (2015)                      | 82                 |
| Sallertaine      | 85280      | Sallertainois | 49,45            | 3 036 (2015)                      | 61                 |

Cet ensemble correspondait exactement au canton de Challans.

## Compétences
- Aménagement de l'espace
  - mise en place d'un système d'information géographique (SIG)
- Actions de développement économique 
  - conception, aménagement et gestion de zones d'activités d'intérêt communautaire,  construction et gestion de locaux-relais
- Protection et mise en valeur de l'environnement 
  - collecte des ordures ménagères, exploitation de déchèteries, collecte sélective
  - contrôle de l'assainissement autonome
  - travaux de voirie sur les voies communales et chemins ruraux
- Autres compétences
  - participation à l'étude et à la réalisation d'un contrat régional de développement
  - concours à l'accueil, l'information et l'orientation des jeunes
  - concours au développement du tourisme dans le canton
  - concours à la promotion d'activités sportives ou culturelles dans le canton

## Historique
Le 8 juillet 2010 est créée la communauté de communes du pays de Challans (CCPC). Elle succède à la communauté de communes Marais et Bocage (CCMB), créée le 2 septembre 2000 par un arrêté préfectoral du 24 août 2000. La communauté de communes du pays de Challans qui regroupe six communes, est partie prenante dans deux syndicats mixtes créés au niveau du Nord-Ouest Vendée. Le premier, Vendée des Îles, est consacré au tourisme. Le second, Marais Bocage Océan, créé en mars 2010, est consacré à l’urbanisme et à l’aménagement du territoire. Son objet est l’élaboration, la gestion et le suivi du schéma de cohérence territoriale (SCOT).

Ancien logo

## Administration

### Siège
Le siège de la communauté de communes se situe au 1, boulevard Lucien-Dodin, à Challans.

### Présidents
| Période           | Période          | Identité      | Étiquette | Qualité |
| ----------------- | ---------------- | ------------- | --------- | --- |
| 13 septembre 2000 | 24 avril 2014    | Michel Deriez | CPNT      | Maire de Bois-de-Céné (1995-2014)                                                                                              |
| 24 avril 2014     | 31 décembre 2016 | Serge Rondeau | DVD       | Maire de Challans (depuis 2008) Conseiller général puis conseiller départemental, élu dans le canton de Challans (depuis 2011) |